# Койпер (лунный кратер)
Кратер Койпер (лат. Kuiper), не путать с кратером Койпер на Меркурии, — маленький ударный кратер в центральной части Моря Познанного на видимой стороне Луны. Название присвоено в честь нидерландского и американского астронома Джерарда Койпера (1905—1973); утверждено Международным астрономическим союзом в 1976 г. 

## Описание кратера

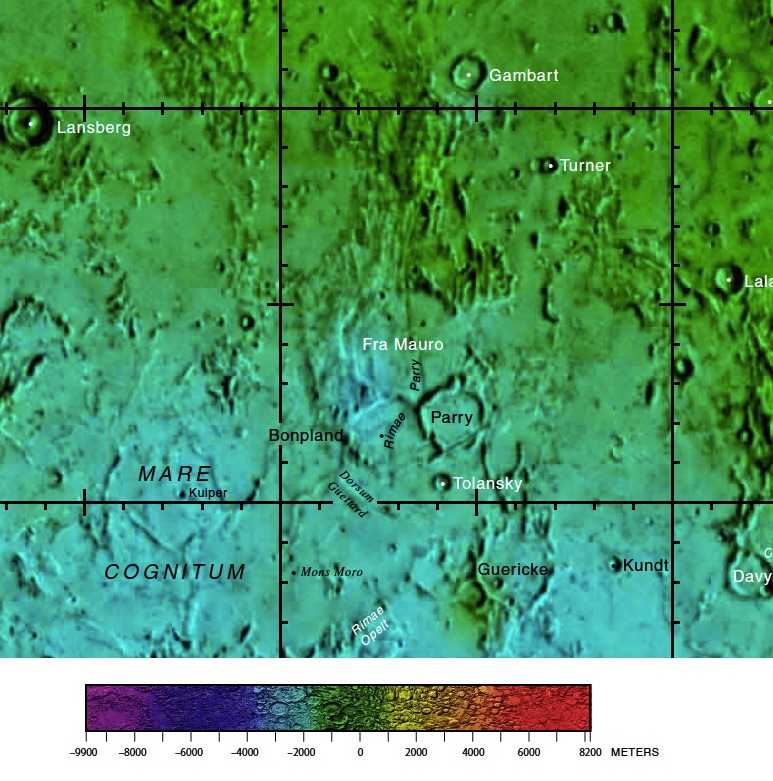
Окрестности кратера Койпер. Фрагмент карты видимой стороны Луны.

Ближайшими соседями кратера Койпер являются кратер Эвклид на западе-северо-западе; кратер Фра Мауро на северо-востоке; кратер Бонплан на востоке-северо-востоке и кратер Дарне на юге. На западе от кратера находятся Рифейские горы, на востоке гряда Геттарда, на юго-востоке – борозды Опельта и за ними Море Облаков. Селенографические координаты центра кратера 9°47′ ю. ш. 22°41′ з. д. / 9,78° ю. ш. 22,68° з. д., диаметр 6,3 км, глубина 1,55 км.
Кратер Койпер имеет циркулярную чашеобразную форму и практически не затронут разрушением. Вал с четко очерченной кромкой и гладким внутренним склоном. Высота вала над окружающей местностью достигает 220 м, объем кратера составляет приблизительно 9 км3. По морфологическим признакам кратер относится к типу ALC (по названию типичного представителя этого класса — кратера Аль-Баттани C).
До получения собственного наименования в 1976 г. кратер имел обозначение Бонплан E (в системе обозначений так называемых сателлитных кратеров, расположенных в окрестностях кратера, имеющего собственное наименование).

## Сателлитные кратеры
Отсутствуют.

## Места посадок космических аппаратов
31 июля 1964 г., приблизительно в 60 км на востоке-юго-востоке от кратера Койпер, в точке с селенографическими координатами 10,35° ю.ш. 20,58° з.д., совершила жесткую посадку автоматическая межпланетная станция «Рейнджер-7».

## См.также
- Список кратеров на Луне
- Лунный кратер
- Морфологический каталог кратеров Луны
- Планетная номенклатура
- Селенография
- Минералогия Луны
- Геология Луны
- Поздняя тяжёлая бомбардировка